# Hypolycaena maeander
Hypolycaena maeander är en fjärilsart som beskrevs av Carl Plötz 1880. Hypolycaena maeander ingår i släktet Hypolycaena och familjen juvelvingar. Inga underarter finns listade i Catalogue of Life.